# Libertatea Cluj
Libertatea Cluj este o companie producătoare de mobilier din lemn masiv din România.
Compania clujeană produce mobilier din lemn masiv, diverse modele de dormitoare, sufragerii, colțare, cuiere, articolele fiind fabricate din lemn de stejar, cireș, paltin sau fag.
În anul 2008 exportul a reprezentat 60% din totalul cifrei de afaceri al companiei.
Compania Libertatea și-a început activitatea în anul 1870 ca producător de piane vieneze, iar în anul 1994 compania a fost privatizată.
Acționarii firmei sunt omul de afaceri Dan Sorin Lucian cu 65,73% din acțiuni, SIF Banat-Crișana cu 9,28% din acțiuni, restul de 24,99% din acțiuni aflându-se în posesia diverselor persoane fizice.
Număr de angajați în 2008: 292
Cifra de afaceri:
- 2008: 3,4 milioane euro[1]
- 2007: 3,9 milioane euro[2]